# 戴尔·凯特森
戴尔·凯特森（英語：Dale Caterson，1961年7月19日—），澳大利亚男子赛艇运动员。他曾代表澳大利亚参加世界赛艇锦标赛，获得一枚金牌。他也参加了1988年夏季奥林匹克运动会。